# Indische Cricket-Nationalmannschaft in Südafrika in der Saison 2010/11
Die Tour der indischen Cricket-Nationalmannschaft nach Südafrika in der Saison 2010/11 fand vom 16. Dezember 2010 bis zum 23. Januar 2011 statt. Die internationale Cricket-Tour war Teil der internationalen Cricket-Saison 2010/11 und umfasste drei Test Matches, ein Twenty20 und fünf ODIs. Die Testserie ging 1-1 aus, die ODI-Serie wurde von Südafrika 3-2 gewonnen und das Twenty20 von Indien.

## Vorgeschichte

### Einordnung
Die Tour stand im Zeichen des direkt im Anschluss ausgetragenen Cricket World Cup 2011, in der die beiden Mannschaften Gruppengegner in der Vorrunde waren.
Südafrika bestritt zuvor eine Tour gegen Pakistan, Australien gegen England. Das letzte Aufeinandertreffen der beiden Mannschaften bei einer Tour fand in der Saison 2009/10 in Indien statt.

### Austragungsort
Um mehr Zuschauer anzuziehen, wurde für das Twenty20-Spiel nicht das traditionelle Sahara Stadium Kingsmead, sondern das ansonsten als Fußballstadion genutzte Moses Mabhida Stadium genutzt.

### Decision Review System
Südafrika befürwortete den Einsatz des optionalen Decision Review System, mit dem die Schiedsrichter die Möglichkeit haben Bälle mit elektronischer Hilfe im Nachhinein zu analysieren um eventuell Entscheidungen zu revidieren. Dieses lehnte Indien jedoch ab und so kam es nicht zum Einsatz.

## Stadien
Die folgenden Stadien wurden für die Tour als Austragungsort vorgesehen und am 14. Juni 2010 festgelegt:
| Stadion                  | Stadt          | Kapazität | Spiele          |
| ------------------------ | -------------- | --------- | --------------- |
| Centurion Park           | Centurion      | 22.000    | 1. Test; 5. ODI |
| Sahara Stadium Kingsmead | Durban         | 25.000    | 2. Test; 1. ODI |
| Moses Mabhida Stadium    | Durban         | 54.000    | T20             |
| Sahara Oval St George's  | Port Elizabeth | 19.000    | 4. ODI          |
| Newlands Cricket Ground  | Kapstadt       | 25.000    | 3. Test; 3. ODI |
| Wanderers Stadium        | Johannesburg   | 34.000    | 2. ODI          |

## Kaderliste
Südafrika benannte seinen Test-Kader am 3. Dezember 2010, seinen T20 Kader am 29. Dezember 2010 und seinen ODI-Kader am 6. Januar 2011. Indien benannte seinen Test-Kader am 20. November 2010, seinen ODI und T20-Kader am 21. Dezember 2010.
| Test | Test | ODI | ODI | Twenty20 | Twenty20 |
| Südafrika | Indien | Südafrika | Indien | Südafrika | Indien |
| --- | --- | --- | --- | --- | --- |
| - Graeme Smith (K) - Hashim Amla - Johan Botha - Mark Boucher (wk) - AB de Villiers - JP Duminy - Paul Harris - Jacques Kallis - Ryan McLaren - Morne Morkel - Wayne Parnell - Alviro Petersen - Ashwell Prince - Dale Steyn - Lonwabo Tsotsobe | - MS Dhoni (K, wk) - Ravichandran Ashwin - Piyush Chawla - Rahul Dravid - Gautam Gambhir - Zaheer Khan - Virat Kohli - Praveen Kumar - VVS Laxman - Ashish Nehra - Pragyan Ojha - Munaf Patel - Yusuf Pathan - Cheteshwar Pujara - Suresh Raina - Wriddhiman Saha - Virender Sehwag - Ishant Sharma - Yuvraj Singh - Harbhajan Singh - S Sreesanth - Sachin Tendulkar - Jaydev Unadkat - Murali Vijay - Umesh Yadav | - Graeme Smith (K) - Hashim Amla - Johan Botha - AB de Villiers (wk) - JP Duminy - Faf du Plessis - Colin Ingram - David Miller - Albie Morkel - Morne Morkel - Wayne Parnell - Alviro Petersen - Dale Steyn - Imran Tahir - Lonwabo Tsotsobe - Morne van Wyk (wk) | - MS Dhoni (K, wk) - Ravichandran Ashwin - Piyush Chawla - Gautam Gambhir - Zaheer Khan - Virat Kohli - Praveen Kumar - Ashish Nehra - Munaf Patel - Yusuf Pathan - Suresh Raina - Virender Sehwag - Rohit Sharma - Ishant Sharma - Yuvraj Singh - Harbhajan Singh - S Sreesanth - Sachin Tendulkar - Murali Vijay | - Johan Botha (K) - Hashim Amla - AB de Villiers - JP Duminy - Colin Ingram - David Miller - Makhaya Ntini - Wayne Parnell - Robin Peterson - Graeme Smith - Rusty Theron - Lonwabo Tsotsobe | - MS Dhoni (K, wk) - Ravichandran Ashwin - Piyush Chawla - Gautam Gambhir - Zaheer Khan - Virat Kohli - Praveen Kumar - Ashish Nehra - Munaf Patel - Yusuf Pathan - Suresh Raina - Virender Sehwag - Yuvraj Singh - Harbhajan Singh - S Sreesanth - Sachin Tendulkar |

## Tests

### Erster Test in Centurion
| 16. – 20. Dezember Scorecard | Centurion | Indien 136 (38.4) & 459 (128.1)                 | – | Südafrika 620-4d (130.1) |
|                              |           | Südafrika gewinnt mit einem Innings und 25 Runs |   |                          |

### Zweiter Test in Durban
| 26. – 30. Dezember Scorecard | Durban (SSK) | Indien 205 (65.1) & 228 (70.5) | – | Südafrika 131 (37.2) & 215 (72.3) |
|                              |              | Indien gewinnt mit 87 Runs     |   |                                   |

### Dritter Test in Kapstadt
| 2. – 6. Januar Scorecard | Kapstadt | Südafrika 362 (112.5) & 341 (102) | – | Indien 364 (117.4) & 166-3 (82) |
|                          |          | Remis                             |   |                                 |

Der indische Bowler Shanthakumaran Sreesanth wurde aufgrund von Fehlverhalten während des Tests mit einer Geldstrafe belegt.

## Twenty20 International in Durban
| 9. Januar Scorecard | Durban (MMS) | Indien 168-6 (20)          | – | Südafrika 147-9 (20) |
|                     |              | Indien gewinnt mit 21 Runs |   |                      |

## One-Day Internationals

### Erstes ODI in Durban
| 12. Januar Scorecard | Durban (SSK) | Südafrika 289-9 (50)           | – | Indien 154 (35.4) |
|                      |              | Südafrika gewinnt mit 135 Runs |   |                   |

### Zweites ODI in Johannesburg
| 15. Januar Scorecard | Johannesburg | Indien 190 (47.2)        | – | Südafrika 189 (43) |
|                      |              | Indien gewinnt mit 1 Run |   |                    |

### Drittes ODI in Kapstadt
| 18. Januar Scorecard | Kapstadt | Südafrika 220 (49.2)         | – | Indien 223-8 (48.2) |
|                      |          | Indien gewinnt mit 2 Wickets |   |                     |

### Viertes ODI in Port Elizabeth
| 21. Januar Scorecard | Port Elizabeth | Südafrika 265-7 (50)                       | – | Indien 142-6 (32.5) |
|                      |                | Südafrika gewinnt mit 48 Runs (D/L method) |   |                     |

Indiens Innings musste nach 32.5 Overs aufgrund von Regen abgebrochen werden.

### Fünftes ODI in Centurion
| 23. Januar Scorecard | Centurion | Südafrika 250-9 (46/46)                    | – | Indien 234 (40.2/46) |
|                      |           | Südafrika gewinnt mit 33 Runs (D/L method) |   |                      |

## Statistiken
Die folgenden Cricketstatistiken wurden bei dieser Tour erzielt:
| Tests            | Tests      | Tests   | Tests   | Tests   | Tests   | Tests   | Tests   | Tests   |
| Batting          | Batting    | Batting | Batting | Batting | Batting | Batting | Batting | Batting |
| Spieler          | Mannschaft | Spiele  | Innings | Runs    | Average | HS      | 100s    | 50s     |
| ---------------- | ---------- | ------- | ------- | ------- | ------- | ------- | ------- | ------- |
| Jacques Kallis   | Südafrika  | 3       | 5       | 498     | 166,00  | 201*    | 3       | 0       |
| Sachin Tendulkar | Indien     | 3       | 6       | 326     | 81,50   | 146     | 2       | 0       |
| Hashim Amla      | Südafrika  | 3       | 5       | 250     | 50,00   | 140     | 1       | 1       |
| Gautam Gambhir   | Indien     | 2       | 4       | 242     | 60,50   | 93      | 0       | 3       |
| AB de Villiers   | Südafrika  | 3       | 5       | 201     | 40,20   | 129     | 1       | 0       |
| Bowling          |            |         |         |         |         |         |         |         |
| Spieler          | Mannschaft | Spiele  | Overs   | Wickets | Average | BBI     | 5W      | 10W     |
| Dale Steyn       | Südafrika  | 3       | 124     | 21      | 17,47   | 6/50    | 2       | 0       |
| Morné Morkel     | Südafrika  | 3       | 122     | 15      | 24,06   | 5/20    | 1       | 0       |
| Harbhajan Singh  | Indien     | 3       | 137.2   | 15      | 29,60   | 7/120   | 1       | 0       |
| Zaheer Khan      | Indien     | 2       | 79.5    | 10      | 24,60   | 3/36    | 0       | 0       |
| Sreesanth        | Indien     | 3       | 99      | 9       | 41,77   | 5/114   | 1       | 0       |

| ODIs             | ODIs       | ODIs    | ODIs    | ODIs    | ODIs    | ODIs    | ODIs    | ODIs    |
| Batting          | Batting    | Batting | Batting | Batting | Batting | Batting | Batting | Batting |
| Spieler          | Mannschaft | Spiele  | Innings | Runs    | Average | HS      | 100s    | 50s     |
| ---------------- | ---------- | ------- | ------- | ------- | ------- | ------- | ------- | ------- |
| Hashim Amla      | Südafrika  | 5       | 5       | 250     | 62,50   | 116*    | 1       | 2       |
| JP Duminy        | Südafrika  | 5       | 5       | 244     | 61,00   | 73      | 0       | 3       |
| Virat Kohli      | Indien     | 5       | 5       | 193     | 48,25   | 87*     | 0       | 2       |
| Yusuf Pathan     | Indien     | 3       | 3       | 166     | 55,33   | 105     | 1       | 1       |
| Graeme Smith     | Südafrika  | 5       | 5       | 156     | 31,20   | 77      | 0       | 1       |
| Bowling          |            |         |         |         |         |         |         |         |
| Spieler          | Mannschaft | Spiele  | Overs   | Wickets | Average | BBI     | 5W      | 10W     |
| Lonwabo Tsotsobe | Südafrika  | 5       | 42      | 13      | 13,53   | 4/22    | 0       | 0       |
| Morné Morkel     | Südafrika  | 5       | 37      | 12      | 11,41   | 4/52    | 0       | 0       |
| Munaf Patel      | Indien     | 5       | 41      | 11      | 18,72   | 4/29    | 0       | 0       |
| Zaheer Khan      | Indien     | 5       | 46.2    | 9       | 25,11   | 3/43    | 0       | 0       |
| Dale Steyn       | Südafrika  | 5       | 38.2    | 8       | 17,75   | 2/29    | 0       | 0       |

| Twenty20            | Twenty20   | Twenty20 | Twenty20 | Twenty20 | Twenty20 | Twenty20 | Twenty20 | Twenty20 |
| Batting             | Batting    | Batting  | Batting  | Batting  | Batting  | Batting  | Batting  | Batting  |
| Spieler             | Mannschaft | Spiele   | Innings  | Runs     | Average  | HS       | 100s     | 50s      |
| ------------------- | ---------- | -------- | -------- | -------- | -------- | -------- | -------- | -------- |
| Morné van Wyk       | Südafrika  | 1        | 1        | 67       | 67,00    | 67       | 0        | 1        |
| Rohit Sharma        | Indien     | 1        | 1        | 53       | 53,00    | 53       | 0        | 1        |
| Suresh Raina        | Indien     | 1        | 1        | 41       | 41,00    | 41       | 0        | 0        |
| Virat Kohli         | Indien     | 1        | 1        | 28       | 28,00    | 28       | 0        | 0        |
| Johan Botha         | Südafrika  | 1        | 1        | 25       | 25,00    | 25       | 0        | 0        |
| Bowling             |            |          |          |          |          |          |          |          |
| Spieler             | Mannschaft | Spiele   | Overs    | Wickets  | Average  | BBI      | 5W       | 10W      |
| Ashish Nehra        | Indien     | 1        | 4        | 2        | 11,00    | 2/22     | 0        | 0        |
| Yusuf Pathan        | Indien     | 1        | 3        | 2        | 11,00    | 2/22     | 0        | 0        |
| Rusty Theron        | Südafrika  | 1        | 4        | 2        | 19,50    | 2/39     | 0        | 0        |
| JP Duminy           | Südafrika  | 1        | 2        | 1        | 12,00    | 1/12     | 0        | 0        |
| Praveen Kumar       | Indien     | 1        | 3        | 1        | 17,00    | 1/17     | 0        | 0        |
| Yuvraj Singh        | Indien     | 1        | 4        | 1        | 20,00    | 1/20     | 0        | 0        |
| Johan Botha         | Südafrika  | 1        | 3        | 1        | 25,00    | 1/25     | 0        | 0        |
| Wayne Parnell       | Südafrika  | 1        | 4        | 1        | 25,00    | 1/25     | 0        | 0        |
| Munaf Patel         | Indien     | 1        | 2        | 1        | 26,00    | 1/26     | 0        | 0        |
| Ravichandran Ashwin | Indien     | 1        | 4        | 1        | 33,00    | 1/33     | 0        | 0        |

## Player of the Series
Als Player of the Series wurden die folgenden Spieler ausgezeichnet:
| Serie | Player of the Series |
| ----- | -------------------- |
| Test  | Jacques Kallis       |
| ODI   | Morné Morkel         |

### Player of the Match
Als Player of the Match wurden die folgenden Spieler ausgezeichnet:
| Spiel   | Player of the Match |
| ------- | ------------------- |
| 1. Test | Jacques Kallis      |
| 2. Test | V.V.S. Laxman       |
| 3. Test | Jacques Kallis      |
| 1. T20  | Rohit Sharma        |
| 1. ODI  | Lonwabo Tsotsobe    |
| 2. ODI  | Munaf Patel         |
| 3. ODI  | Faf du Plessis      |
| 4. ODI  | JP Duminy           |
| 5. ODI  | Hashim Amla         |